# E.ON
E.ON SE — крупнейшая энергетическая компания ФРГ (по величине выручки и активов). Штаб-квартира — в Эссене (земля Северный Рейн-Вестфалия). Компания образована в 2000 году путём поглощения крупнейшим немецким нефтегазовым концерном VEBA баварской промышленной группы VIAG.
В списке крупнейших компаний мира Forbes Global 2000 за 2022 год заняла 180-е место (91-е по размеру выручки, 201-е по чистой прибыли, 276-е по активам и 638-е по рыночной капитализации).

## История
Vereinigte Industrie-Unternehmungen Aktiengesellschaft (VIAG, АО «Объединение промышленных предприятий») было основано в 1923 году как холдинговая компания для нескольких электростанций и предприятий, потреблявших большое количество электроэнергии — производителей алюминия и азотистых соединений. В 1986 году VIAG было приватизировано, а в 1990 году была куплена сталелитейная компания Klöckner & Co.
Vereinigte Elektrizitäts und Bergwerke AG (VEBA, АО «Объединение электростанций и рудников») было основано в 1929 году слиянием компании по управлению угольными шахтами и PreussenElektra, управлявшей несколькими электростанциями. С 1935 года VEBA начало заниматься нефтепереработкой и углехимией, в частности производством синтетической резины. С 1960 годов VEBA начало развивать атомную энергетику, к началу 1990-х годов на АЭС вырабатывалась половина электроэнергии VEBA. В 1982 году было создано совместное предприятие с PDVSA по нефтедобыче в Венесуэле. Приватизация VEBA была завершена в 1987 году. На 1995 год VEBA было четвёртым крупнейшим конгломератом Германии, его интересы охватывали производство электроэнергии, добычу и переработку нефти, химическое производство и транспортные услуги.
В сентябре 1999 года VEBA и VIAG объявили о слиянии стоимостью 13,4 млрд евро; суммарный оборот двух конгломератов составлял 150 млрд марок ($80 млрд), в них работало 200 тыс. сотрудников. Ключевые подразделения VEBA и VIAG, электроэнергетика и химия, были объединены в начале 2000 года, другие подразделения были объединены позже или проданы. С апреля 2000 года объединённая компания стала называться E.On AG. Основной причиной слияния была либерализация энергетического рынка Германии, и, как следствие, усиление конкуренции. К 2002 году был продан ряд дочерних компаний на сумму в 29 млрд долларов в таких сферах, как телекоммуникации, производство алюминия, стекла и упаковки, микроэлектроники и логистики. В 2002 году за 7,3 млрд долларов была куплена британская энергетическая компания Powergen. Ещё одним событием 2002 года стала продажа нефтеперерабатывающего бизнеса и сети автозаправок Aral британской BP в обмен на 25-процентную долю в газовой компании Ruhrgas (сейчас E.ON Ruhrgas); нефтедобывающие активы были проданы Petro-Canada за 3,2 млрд долларов. В 2003 году было завершено поглощение Ruhrgas.
15 ноября 2012 года концерн E.ON AG преобразован в европейское акционерное общество E.ON SE.
В 2016 году управление тепловыми электростанциями в Германии было выделено в компанию Uniper (продано финской государственной «Fortum»).
В 2019 году поглотила крупнейшего конкурента innogy SE.

## Собственники и руководство
Акции E.ON входят в расчёт индекса DAX. Крупнейшим акционером является другая энергетическая компании Германии, RWE (15 %), другими значимыми акционерами являются BlackRock (5 %), Инвестиционный совет Канадского пенсионного плана (5 %), Capital Group Companies (3 %), Capital Income Builder (3 %), DWS Investment (3 %).
- Карл-Людвиг Кляй (Karl-Ludwig Kley, род. 11 июня 1951 года) — председатель наблюдательного совета с 2016 года; также председатель наблюдательного совета Lufthansa. С 2007 по 2015 год возглавлял фармацевтическую компанию Merck KGaA.
- Леонхард Бирнбаум (Leonhard Birnbaum, род. 19 февраля 1967 года) — председатель правления и главный исполнительный директор с 2021 года, в правлении компании с 2013 года. Начинал карьеру в McKinsey & Company, с 2008 по 2013 год был в правлении RWE[5].

## Деятельность
Компания поставляет электричество, газ и тепло более чем 40 млн потребителей. Дочерняя компания E.ON — E.ON Ruhrgas — крупнейший в Германии дистрибьютор газа.
За 2021 год по электросетям компании прошло 337,8 млрд кВт-часов электроэнергии, из них 234,7 млрд кВт-часов в Германии; потери электроэнергии составили 12,1 млрд кВт-часов.
Основные подразделения по состоянию на 2021 год:
- Энергетические сети — управление электрическими и газораспределительными сетями в Германии и Швеции, а также в Чехии, Венгрии, Польше, Румынии, Хорватии, Словакии, Турции; выручка 18,3 млрд евро.
- Потребительские решения — электро-, газо- и теплоснабжение конечных потребителей в Германии, Великобритании, Нидерландах, Бельгии, Швеции, Италии, Чехии, Венгрии, Хорватии, Румынии, Польше и Словакии; выручка 61,5 млрд евро.
- Неосновные направления — управление атомными электростанциями в Германии (дочерняя компания PreussenElektra, 31,6 млрд кВт-часов), а также тепловыми электростанциями в Турции; выручка 1,6 млрд евро.
- Корпоративные функции — оптимизация деятельности контролируемых компаний, а также работа на сырьевых рынках; выручка 17,3 млрд евро.

Основные регионы деятельности:
- Германия — протяжённость электросетей составляет 700 тыс. км, 14,9 млн клиентов; протяжённость газовых сетей составляет 101 тыс. км, 1,8 млн клиентов.
- Швеция — протяжённость электросетей составляет 140 тыс. км, 1,1 млн клиентов.
- Центральная и Восточная Европа — протяжённость электросетей составляет 274 тыс. км, 8,3 млн клиентов; протяжённость газовых сетей составляет 49 тыс. км, 2,7 млн клиентов.

Основными рынками по размеру выручки на 2021 год были Германия (41,4 млрд евро), Великобритания (18,6 млрд евро), Швеция (2,5 млрд евро), Нидерланды и Бельгия (3,2 млрд евро), остальная Европа (11,6 млрд евро).
|                     | 2007  | 2008  | 2009  | 2010  | 2011   | 2012  | 2013  | 2014   | 2015   | 2016   | 2017  | 2018  | 2019  | 2020  | 2021  |
| ------------------- | ----- | ----- | ----- | ----- | ------ | ----- | ----- | ------ | ------ | ------ | ----- | ----- | ----- | ----- | ----- |
| Оборот              | 66,91 | 84,87 | 79,97 | 92,86 | 113,0  | 132,1 | 119,6 | 113,1  | 42,66  | 38,17  | 37,97 | 30,08 | 41,28 | 60,94 | 77,36 |
| Чистая прибыль      | 7,204 | 1,283 | 8,420 | 5,853 | -2,219 | 2,189 | 2,091 | -3,160 | -6,999 | -8,450 | 3,925 | 3,223 | 1,550 | 1,017 | 4,691 |
| Активы              | 137,3 | 156,7 | 152,6 | 152,9 | 152,9  | 140,4 | 132,3 | 125,7  | 113,7  | 63,70  | 55,95 | 54,32 | 98,08 | 95,39 | 119,8 |
| Собственный капитал | 55,13 | 38,45 | 43,99 | 45,59 | 39,61  | 38,82 | 36,64 | 26,71  | 19,08  | 1,287  | 6,708 | 8,518 | 13,25 | 9,055 | 17,89 |

### E.ON в России
E.ON совместно с «Газпромом» участвовала в проекте строительства «Северного потока». Владеет 15,5 % газопровода.
E.ON через концерн Uniper принадлежало 82,3 % российской энергетической компании «Юнипро», до 2016 года носившей название «Э.ОН Россия» (основной пакет акций приобретен в 2007—2008 годах за сумму более 100 млрд руб.), а также (на начало декабря 2010 года), по разным данным, от 2,1 % до 2,9 % акций «Газпрома». Ранее E.ON контролировала 6,4 % акций российской газовой монополии, но после ряда сделок, осуществлённых в конце 2010 года, в том числе с «Внешэкономбанком», эта доля сократилась.

### E.ON в Финляндии
E.ON являлся совладельцем финской энергетической компании Fennovoima и участвовал в строительстве финской АЭС Пюхяйоки. Однако 24 октября 2012 года компания объявила о продаже своего бизнеса в Финляндии и отказе от участия в строительстве финской АЭС.

## Критика
Компания столкнулась с серьёзной критикой в Великобритании: «зелёные» протестуют против планов строительства Кингснортской угольной теплоэлектростанции взамен уже существующей в Кингснорте, графство Кент. Это первая в Великобритании вновь построенная за последние 30 лет электростанция, работающая на угле.